# Верея (приток Оки)
Верея — река в Нижегородской и частично во Владимирской областях России, правый приток Оки. Длина реки составляет 26 км, площадь водосборного бассейна — 228 км².

## Данные водного реестра
По данным государственного водного реестра России относится к Окскому бассейновому округу, водохозяйственный участок реки — Ока от впадения реки Мокша до впадения реки Тёша, речной подбассейн реки — бассейны притоков Оки от Мокши до впадения в Волгу. Речной бассейн реки — Ока.
Код объекта в государственном водном реестре — 09010300112110000030220.

### Притоки (км от устья)
- 1,8 км: река Сувадь (лв)